# Lauro Gazzolo
Pour les articles homonymes, voir Gazzolo.
Lauro Gazzolo, (nom de naissance Ilario Gazzolo, né à Nervi (quartier de Gênes) le 15 octobre 1900 et mort à Rome le 2 octobre 1970) est un acteur et doubleur de voix italien.

## Biographie
Lauro Gazzolo est né  à Nervi, un quartier de Gênes) en 1900. Après avoir travaillé sur la scène du théâtre vermiculaire génois puis dans des compagnies nationales, il débute au cinéma en 1938 dans le film Il documento de Mario Camerini et poursuit sa carrière en jouant des rôles de genre jusqu'à la fin des années 1960. Il joue dans des téléfilms et mène en parallèle une activité d'acteur de doublage jusqu'à sa mort à Rome le 2 octobre 1970.
Il est le père des acteurs Nando et Virginio Gazzolo.

## Filmographie partielle
- 1938 : 
  - Il documento de Mario Camerini

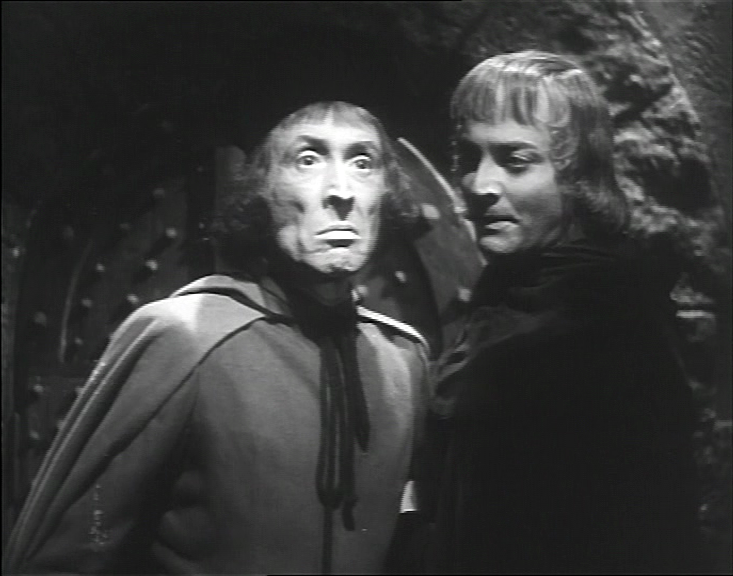
Lauro Gazzolo, à gauche, et Osvaldo Valenti dans une scène du film La Farce tragique (1942)

  - Ai vostri ordini, signora de Mario Mattoli
- 1939 : 
  - Cose dell'altro mondo (it) de Nunzio Malasomma
  - Montevergine de Carlo Campogalliani
  - Absence injustifiée (Assenza ingiustificata) de Max Neufeld
  - Io, suo padre de Mario Bonnard
- 1940 : 
  - Centomila dollari  de Mario Camerini
  - Scandalo per bene de Esodo Pratelli
  - Melodie eterne de Carmine Gallone
  - Incanto di mezzanotte de Mario Baffico
  - Il segreto di Villa Paradiso, de Domenico Gambino
  - Leggenda azzurra de Giuseppe Guarino
  - Mare (it) de Mario Baffico
  - L'ispettore Vargas de Gianni Franciolini
- 1941 :  
  - Con le donne non si scherza de Giorgio Simonelli
  - L'Acteur disparu (L'attore scomparso) de Luigi Zampa
- 1942 :  
  - La Farce tragique (La cena delle beffe) d'Alessandro Blasetti
  - La pantera nera de Domenico Gambino
  - La Gorgona, de Guido Brignone
  - Quatre Pas dans les nuages (4 passi fra le nuvole) d'Alessandro Blasetti
  - Phares dans le brouillard  (Fari nella nebbia) de Gianni Franciolini
  - Soltanto un bacio de Giorgio Simonelli
  - Incontri di notte de Nunzio Malasomma
- 1943 : 
  - Accadde a Damasco de Primo Zeglio
  - Le Diamant mystérieux (titre original : L'ultima carrozzella) de Mario Mattoli
  - Cortocircuito de Giacomo Gentilomo
- 1944 :  Vietato ai minorenni de Mario Massa
- 1945 :  
  - L'Innocent Casimir (L'innocente Casimiro) de Carlo Campogalliani
  - Abbasso la miseria! de Gennaro Righelli
- 1946 :  
  - Biraghin de Carmine Gallone
  - Au diable la richesse (Abbasso la ricchezza!) de Gennaro Righelli
  - Le modelle di via Margutta de Giuseppe Maria Scotese
  - Preludio d'amore, de Giovanni Paolucci
  - Il mondo vuole così de Giorgio Bianchi
- 1948 : L'Homme au gant gris (L'uomo dal guanto grigio) de Camillo Mastrocinque
- 1949 :  Vogliamoci bene! de Paolo William Tamburella
- 1950 :  
  - Sa Majesté monsieur Dupont  (titre original : Prima comunione) d'Alessandro Blasetti
  - Alina , de Giorgio Pàstina
  - Strano appuntamento de Dezső Ákos Hamza
  - Demain il sera trop tard  (titre original : Domani è troppo tardi) de Léonide Moguy
- 1951 : 
  - Beautés à Capri (Bellezze a Capri) de Luigi Capuano et Adelchi Bianchi
  - Fiamme sulla laguna, de Giuseppe Maria Scotese
  - La Chanson du printemps (Canzone di primavera), de Mario Costa
  - Ha da venì... don Calogero de Vittorio Vassarotti
- 1952 : 
  - Il tallone d'Achille de Mario Amendola e Ruggero Maccari
  - La donna che inventò l'amore de Ferruccio Cerio
  - Le Roman de ma vie (Il romanzo della mia vita) de Lionello De Felice
  - Sur le pont des soupirs (Sul ponte dei sospiri) d'Antonio Leonviola
  - La colpa di una madre de Carlo Duse
  - La Fille du diable (La figlia del diavolo) de Primo Zeglio
- 1953 : 
  - L'Auberge tragique (Riscatto) de Marino Girolami
  - Amanti del passato d'Adelchi Bianchi
  - L'Âge de l'amour (L'età dell'amore) de Lionello De Felice
- 1954 : 
  - La Maison du souvenir  (titre original : Casa Ricordi) de Carmine Gallone
  - Pellegrini d'amore de Andrea Forzano
- 1956 : 
  - Les Milliardaires (I miliardari) de Guido Malatesta
  - La banda degli onesti de Camillo Mastrocinque
- 1957 : Ces sacrés étudiants (Noi siamo le colonne) de Luigi Filippo D'Amico
- 1959 : 
  - Le Confident de ces dames (Psicanalista per signora) de Jean Boyer
  - Fripouillard et Cie  (titre original : I tartassati) de Steno
  - Avventura in città de Roberto Savarese
- 1960 : Constantin le Grand (titre original :  Costantino il Grande) de Lionello De Felice
- 1961 : Un figlio d'oggi de Marino Girolami et Domenico Graziano
- 1963 : Un marito in condominio d'Angelo Dorigo